# Цапковская организованная преступная группировка
Цапковская ОПГ (Кущёвская ОПГ) — организованная преступная группировка, действующая с начала 1990-х годов в станице Кущёвской, Кущёвском и Ленинградском районах Краснодарского края.
ОПГ обладала широкими связями в правоохранительных органах, спецслужбах, криминальном мире России и за рубежом. Группировка получила широкую известность после того, как 4 ноября 2010 года её участники совершили массовое убийство двенадцати человек, в том числе детей.
В мае 2018 года оставшиеся на свободе руководители группировки начали исчезать, по некоторым источникам — скрываются за рубежом.

## 1980-е
Ядром создаваемой банды были братья Николай и Виктор Цапки — жители станицы Кущёвской Краснодарского края.
Николай Цапок был известным в советское время карточным шулером, его опыт в поездах позднее оказался востребованным для создания курсировавшей по стране группировки киллеров, имел авторитет в криминальном мире.
В 1975 году у Виктора Цапка и его жены Надежды родился сын Николай, а в 1976 году второй сын — Сергей.
В середине 1980-х годов старшие Цапки, Николай и Виктор, занялись более легальным бизнесом — скупкой мяса в совхозах.
В 1986 году, с началом перестройки, они организовали кооператив по производству отделочных материалов — молдингов.
Во второй половине 1980-х годов Николай Цапок для помощи[прояснить] правоохранительным органам в их борьбе с организованной преступностью и коррупцией под видом спортивного клуба создал обучавшуюся в свинарнике на резке свиней бригаду киллеров, в которую изначально входило около 15 человек.
В то же время в Кущёвской начиналась юридическая карьера протеже В. В. Устинова — Анатолия Бондара.
Но в 1990-х годах Николай Цапок-старший постепенно отошёл от активного руководства ОПГ. Новым лидером группировки стал его племянник, сын Виктора Цапка — Николай Цапок-младший по кличке Коля Бешеный (Коля Сумасшедший). Он был жёстким лидером — никогда никому ничего не прощал.
Однажды Николай Цапок вместе с братом Сергеем, младше его всего на один год, но беспрекословно признававшим его единственным лидером, и ещё двумя приятелями были на дискотеке в соседней станице. На этой дискотеке Николай вёл себя вызывающе, за что и был избит. Позже бандиты похитили одного из избивших Николая людей, вывезли в гараж и забили до смерти металлическими прутьями.

## 1990-е
Участники ОПГ занимались грабежами и рэкетом, обложили данью фермеров и коммерсантов. Также бандиты:
- избивали «не нравившихся» им жителей района;
- насиловали девушек;
- совершали убийства.

По воспоминаниям участника ОПГ Владимира Алексеева, абсолютно все наркоманы станицы платили «дань» Коле Бешеному:
...если наркоман воровал алюминиевую чашку и продавал её за сто рублей, пятьдесят он должен был принести Коле...участник ОПГ Владимир Алексеев
Потерпевшие писали заявления в милицию, однако заведённые уголовные дела не приносили результатов из-за того, что бандиты запугивали свидетелей, давали взятки сотрудникам РОВД и нанимали московских адвокатов. По приказу лидеров участники ОПГ активно занимались спортом. При этом, после того, как сотрудники правоохранительных органов задержали некоторых бандитов, те предоставили им справки из психдиспансера, в которых было написано, что они являются психическими больными и не отдающими отчёта в своих действиях людьми. Однажды так смог избежать ответственности Коля Бешеный. Также бандиты стали вовлекать в свою группировку несовершеннолетних, создав отделения ОПГ в школах и училищах района. Несовершеннолетние участники ОПГ стали заниматься вымогательством денег у своих сверстников.
В ОПГ действовали правила — хотя многие участники группировки курили и употребляли алкоголь, но номинально, по крайней мере, на собраниях были запрещены курение и алкоголь, каждый день требовалось посещать спортивный зал.
В 1998 году в группировку входило около 70 активных участников. В то время бандиты диктовали свои условия во всех общественных местах станицы, продолжали избивать не понравившихся им людей (иногда забивать их до смерти) и совершать изнасилования девушек, причём многие из них даже не обращались в милицию, потому что это не давало результатов.
Летом 1999 года возник конфликт между Николаем Цапком и неким Джалилем Аметовым. На сторону Аметова встали не только представители татарской диаспоры, но и множество местных жителей, включая фермеров, учащихся местной Школы кадров резерва МВД и некоторых сотрудников РОВД, крайне недовольных произволом группировки. Они назначили «цапковским» встречу на центральном стадионе. На эту встречу пришли около 300 противников бандитов, причём сотрудники милиции не препятствовали им. Однако участники группировки на встречу не пошли, а стали ночью ловить своих противников и избивать их, после чего подкупленные «цапковскими» сотрудники милиции заводили уголовные дела не на бандитов, а на потерпевших.
Вскоре после этого в центре станицы начались облавы на участников и лидеров ОПГ. По станице постоянно курсировали милицейские патрули, которые задерживали бандитов. Кроме этого, было обнаружено тело убитого участника ОПГ по кличке Грыз. Через какое-то время пропал без вести один из самых жестоких участников группировки Роман Мануйлов, бывший «смотрящим» за профессиональным училищем № 55. Примерно через месяц его тело было обнаружено в Мариуполе. После этих событий Цапковская ОПГ приостановила свою деятельность.
Однако через какое-то время глава Кущевского района Валерий Палкин доложил в Краснодар о якобы организованных сотрудниками милиции беспорядках против молодёжи станицы. В станицу приехала комиссия из Краснодара, по результатам работы которой на многих борющихся с бандитами сотрудников милиции были заведены уголовные дела, некоторые из милиционеров были приговорены к тюремному заключению. Сотрудники РОВД, которые не собирались отказываться от борьбы с Цапковской ОПГ, были вынуждены или уволиться, или отказаться от открытой борьбы с бандитами.
В 1990-х годах преступная деятельность Цапковской ОПГ не получила большего масштаба благодаря начальнику местного отдела внутренних дел Павлу Корниенко и созданному им фонду «Правопорядок» со школой кадрового резерва милиции. После двухлетнего обучения с практикой по борьбе с цапковскими по 20—25 человек из каждого выпуска поступали в милицейские вузы и школы по всей стране практически без экзаменов. Из-за этого цапковские стали ориентироваться на «выездную преступность», а в самих Кущёвском и Ленинградском районах стали переключаться на более легальные виды бизнеса. Так, Цапки купили и искусственно довели до банкротства зерносовхоз «Степнянский».
В конце 1990-х годов на полях бывшего совхоза Виктор Цапок и Надежда Цапок создали семейную фирму ООО «Артекс-Агро», Надежда стала генеральным директором фирмы. Так как земля была взята в аренду у государства, то Цапки были обязаны сдавать часть урожая в региональный фонд. В первый же год предприятию удалось собрать очень большой урожай, но владельцы в документах занизили его показатели для меньшей отдачи. Значительная часть зерна была переправлена в обход перевалочным базам в Ростовский порт, предположительно под прикрытием администрации района, прокуратуры и РОВД. После этого группа инициативных граждан написала заявление на имя руководителей силовых ведомств Краснодара. В станицу была отправлена комиссия, но за три дня до её приезда бывшая контора совхоза «Степнянский» сгорела вместе со всей документацией.
В 1999 году Сергей Цапок окончил Ростовский государственный университет с квалификацией «менеджер».

## 2000-е
Гражданской женой руководителя группировки Николая Цапка-младшего стала Ирина Прозорова, работавшая в 2000—2005 годах федеральным судьёй Кущёвского районного суда, затем — фактический руководитель крупнейшей строительной организации Краснодарского края — Южной строительной коммуникационной компании. Компания строила крупные комплексы, в том числе ЖК «Чистые пруды», крупным собственником квартир которого являются родственники курировавшего отношения с правоохранительными органами и СМИ вице-губернатора Краснодарского края Мурата Ахеджака. Затем собственники компании сменились, но и новые собственники были влиятельными людьми. Однако в отношении компании была введена процедура наблюдения.
В начале 2000-х годов сменилось руководство ОВД, новым начальником Кущёвского РОВД стал Владимир Финько, с которым Цапки быстро установили связи. По словам Павла Корниенко, уже в первые недели бандиты подогнали ему новый «Мерседес». Впоследствии доходило до того, что они могли в любой момент прийти к Финько, а он стал получать «вторую зарплату» из общака и даже не скрывал этого. Часть сотрудников ОВД, недовольных таким положением дел, уволилась.
В 2001 году на пост главы Кущёвского района подавляющим числом голосов был избран председатель колхоза «Комсомольский» Борис Евтеевич Москвич, который провозгласил лозунг «Ни пяди земли бандитам».
31 января 2002 года глава Кущёвского района Борис Москвич был убит во дворе здания администрации из пистолета кустарного производства. Рассматривались следующие версии:
- к убийству были причастны участники Цапковской ОПГ;
- к убийству были причастны коррумпированные сотрудники милиции;
- к убийству был причастен сын бывшего главы Кущевского района Валерия Палкина Вадим — предполагали, в частности, что он организовал убийство главы Кущевского района Бориса Москвича по приказу Сергея Цапка.

Весной 2002 года Николай Цапок избил в бильярдной двух сотрудников УСБ ГУВД Краснодарского края, в результате чего те получили серьёзные травмы. Николай Цапок был задержан, однако затем был выпущен из-за справки о психическом расстройстве.
В том же году Сергей Цапок, к тому времени осуждённый условно по статье 144 части 2 УК РФ (воспрепятствование законной профессиональной деятельности журналистов с использованием служебного положения), стал руководителем сельскохозяйственной компании ООО «Артекс».
В конце октября 2002 года неизвестный киллер расстрелял Николая и одного подчинённого. Подручный чудом выжил, а сам Николай был ранен и умер в больнице. Когда его тело привезли домой и выгружали из автомобиля, к Сергею Цапку подошёл фермер Богачёв, бывший противником «цапковских», и якобы не выразил соболезнование, а сказал: «Ты будешь следующим».
Новым главарем стал Сергей Цапок, который, как считало следствие, был одержим идеей отомстить за смерть брата, но ответственными за смерть назначал очень богатых людей, имущество которых после их ликвидации он делил с сообщниками и кураторами, так как у него были «схвачены» нотариусы и суды. Обычно уже только после истечения срока давности наследники убитых узнавали, что имущество им не принадлежит. С помощью подкупа Цапок устанавливал связи с нужными ему людьми. Наиболее преданным участникам ОПГ он покупал новые иномарки вместо автомобилей ВАЗ, на которых они ездили при Коле Сумасшедшем. Участников ОПГ, которые ездили на автомобилях, не останавливали сотрудники ГАИ. Но если простые жители не останавливались по приказу сотрудников ГИБДД, то к ним приходили цапковские и требовали штраф в двойном размере. Также бандиты могли приехать на автозаправки и заправить свои машины «в долг», который потом не возвращали.
По словам некоторых жителей станицы, всего в группировку входило около 200 человек, однако работники правоохранительных органов отвергают эту версию. По утверждению одного из сотрудников милиции, в группировку входило не более 15 человек. Как утверждал участник ОПГ Владимир Алексеев, изначально созданная банда постепенно уменьшалась, пока не осталось около 20 основных участников, а также, что многие жители станицы «шли на поклон» к лидерам группировки и старались наладить отношения с ними. По словам участника ОПГ Владимира Алексеева, Цапка называли «царём Кущёвки», обращались к нему за помощью, и ему очень нравилась эта роль всевластного хозяина.
Сергей Цапок составил список из восьми богатых людей, которых он якобы подозревал в причастности к убийству Николая Цапка. Сергей Цапок объявил, что после убийства этих людей и раздела их имущества группировка отойдёт от криминальной деятельности и займётся легальным бизнесом. На самом деле, Николай за несколько дней до коронования «вором в законе» погиб из-за разборок его дяди с криминальными авторитетами России и своего желания короноваться «вором в законе» вопреки воровским обычаям, требовавшим честно отсидеть на зоне и исключавшим изнасилования несовершеннолетних.
Бандиты совершили ряд убийств «по списку» тех людей, которых Сергей Цапок подозревал к причастности к убийству брата, а в реальности — у кого было чем поживиться.
Надежда Цапок, ранее безгранично доверявшая деверю и преклонявшаяся перед ним, разочаровалась в нём, отстранила его от дел и захватила почти всё его имущество как компенсацию за смерть старшего сына. Но так как убийца Николая Цапка не найден, то не исключено, что убийство его могли организовать не криминальные авторитеты, а, например, кто-то из родственников изнасилованных девушек, среди которых были также убитые во время изнасилований за сопротивление, умершие или наложившие на себя руки после группового секса с цапковскими.
Позднее данные «явления» были научно обоснованы в кандидатской диссертации Сергея Цапка. Сергей Цапок и в науке, и в жизни противопоставил себя авторитетам старой школы, считавшим, что отстаивавшиеся им в кандидатской диссертации сексуальные нравы рабовладельческих плантаций Кубы и деревень йоруба не являются традициями сельских жителей России.
В сентябре 2003 года фермер и крупнейший предприниматель района Богачёв и его сын были убиты участниками группировки Быковым и Ивановым по приказу Сергея Цапка. Бандиты совершали убийства каждый год, в основном осенью. После совершения преступлений оружие уничтожалось, причём обычно бандиты отвозили его в мастерские, где Николай Цапок-старший или расплавлял его, или стачивал на станках.
В ноябре 2008 года на пороге собственного дома был зарезан открыто называвший деятельность цапковских беспределом богатый фермер Анатолий Смольников по кличке Бобон, в своё время бывший среди тех, кто назначил цапковским стрелку на стадионе. Бобон был видным криминальным авторитетом «старых понятий» — официально давно отошедшим от дел.
В отличие от других убийств богатых людей убийство Анатолия Смольникова было не с целью захвата имущества, а, скорее, актом устрашения станицы и криминальных авторитетов старой школы. Могила Смольникова несколько раз поджигалась. Затем гроб с телом фермера был вырыт и выброшен на автотрассу неподалёку. Ни старые воры в законе, ни милиция не смогли найти ни убийц, ни кладбищенских вандалов.
Некоторым из намеченных жертв удалось спастись. Так, партнёр Дедушки в складском бизнесе на юге России, авторитетный ростовский предприниматель Сергей Бегиджанов пережил покушение 28 июня 2010 года, в своё время вступивший в конфликт с Тариэлом Ониани и его человеком Николаем Цапком:
- после того, как его машина припарковалась, из соседнего автомобиля вышли цапковские Карпенко и Алексеев, вооружённый автоматом. Вова Беспредел стал стрелять по тому месту, где обычно находился Бегиджанов, но в это время он был на заднем сиденье, и все пули попали в сидевших спереди внука, учившегося управлять автомобилем, и водителя-охранника бизнесмена, сидевшего на обычном месте Бегиджанова спереди, чтобы помогать его внуку. Алексеев испугался мести Цапка за проваленное задание, однако главарь ОПГ сказал киллерам, что так будет даже лучше, потому что Бегиджанов помучается из-за своего убитого внука.

Но Бегиджанов не догадывался, что преступление совершили цапковские. Когда Вячеслав Цеповяз предъявил Вове Беспределу претензии из-за его показаний об оплате покушения на Бегиджанова Цеповязом, тот ответил:
Мы находимся в одинаковом положении. Я знаю, что Француз [Бегиджанов] очень близок к криминальным авторитетам Ростова и Кубани. За покушение на убийство Француза и убийство 12 человек, из которых трое малолетних, «воры в законе» объявили смерть всем участникам нашей группировки. Представь, что произойдёт, когда любого из нашей группировки посадят в камеру к «блатным»Вова Беспредел
То есть Вова Беспредел сам рассказал о покушении на Бегиджанова, который после их ареста и рекламы в газетах и на телеэкране должен был их опознать, чтобы цапковские не попадали в камеру к блатным.
Первый канал снял и показал ещё до решения суда якобы основанный на действительных событиях в Кущёвской многосерийный художественный фильм «Станица», в котором Сергей Цапок был показан честным человеком и меценатом, якобы помогавшим всем пострадавшим от якобы ставшей неуправляемой банды его брата Николая, что пострадавшие от цапковских и их адвокаты расценили как давление на суд, на присяжных, на общественное мнение.
Бегиджанов утверждал, что неприязненные отношения связаны не с бизнесом, который он в Кущёвской закрыл в 2004 году не из-за цапковских, и его участием в каких-либо группировках, а с тем, что его жена — ранее учительница в средней школе станицы Кущёвской — сделала брата Сергея Цапка Николая Сумасшедшего двоечником, сорвав его такую же научную карьеру, как у Сергея, а затем Бегиджанов защищал жителей Кущёвки от беспредела цапковских, но не ожидал их нападения на себя: дружил с их другом Сервером Аметовым.
Суд по поводу массового убийства не удовлетворил требования пострадавших о компенсации ущерба, выполнение которых даже в случае, если бы пострадавшие направили деньги на благотворительность, заставило бы конфисковать бизнес-империю цапковских и лишить их возможности действовать как ОПГ. Поэтому и после суда группировка, несмотря на пожизненное заключение Сергея Цапка, а затем его отъезд за рубеж, «самоубийства» или пожизненные и длительные сроки заключения некоторых лидеров продолжала активно действовать не только за рубежом и в России в целом, но и в Кущёвском и Ленинградском районах Краснодарского края.
Сергей Цапок предлагал Вове Беспределу убить Рябцева и Иванова, потому как они знали о совершённых группировкой убийствах. Вместе с тем, когда Рябцев и Алексеев уехали на Украину, Цапок предлагал Рябцеву убить Беспредела. Возможно, Сергей Цапок «скрылся» и «залёг на дно», а ОПГ временно приостановила деятельность. Ведь однажды, хоть и давно, местным жителям удалось ненадолго прервать активную деятельность группировки.

## 2010-е

### Инцидент с ОПГ и судьёй Еленой Хахалевой
В июле 2017 года адвокат Сергей Жорин сообщил, что звёзды эстрады вынуждены были бесплатно петь на «потрясшей Краснодарский край» свадьбе следователя Следственного комитета Вадима Бадалова и дочери заместителя председателя Краснодарского краевого суда Елены Робертовны Хахалевой.
СМИ обвиняют Вадима Бадалова в фабрикации дел с целью разорения бизнесменов, фермеров.
Сын Елены Хахалевой сожительствует с дочерью председателя Краснодарского краевого суда.
По мнению ряда СМИ именно Елена Хахалева была реальным главным бенефициаром деятельности цапковской ОПГ. Хотя в первые годы после убийства она вернула оставшимся в живых жертвам деятельности цапковских их земли, но уже к лету 2017 года благодаря новым решениям судов вся утраченная в результате расследования массового убийства собственность, номинальными владельцами которой считались цапковские, вернулась к Елене Робертовне.
Однако СМИ отмечают, что выдвинутая следствием версия о некоем существовании в Кущёвской других ОПГ, кроме цапковской, единственным способом противостоять которым и была организация судебной властью и правоохранителями этой самой цапковской ОПГ, не подтвердилась. В частности, никакой «Палкинской» ОПГ никогда не существовало, все её так называемые участники, которых незаконными методами вынудили сознаться в убийствах и в провоцировании цапковских на якобы исключительно ответное насилие, полностью оправданы. Оправдан и сам станичник Вадим Палкин. До сих пор не оправданы только члены «ОПГ Крошки», которые завозом в Кущёвскую на обучение в вузе большого числа девушек якобы провоцировали цапковских на изнасилование несовершеннолетних.
Следствие также обвиняло в наркомании расквартированных в Кущёвской военнослужащих, для противодействия чему, суд и правоохранители якобы и были вынуждены создать цапковскую ОПГ. Так, прапорщик Кадян, который дал показания против цапковских, был осуждён за это по статье «за наркоторговлю». Поскольку в начале деятельности цапковских они якобы честно выполняли задание и не могли убить брата прапорщика, если бы семья Кадянов не занималась наркоторговлей.
На свадьбе дочери судьи Хахалевой, где одновременно отмечали и успешное окончание расследования массового убийства в станице Кущёвской, якобы «совершенно бесплатно» выступали:
1. Сосо Павлиашвили;
2. Валерий Меладзе;
3. Вера Брежнева;
4. Иосиф Кобзон;
5. Николай Басков (признался, что его выступление оплатили некие «друзья семьи»).

Возможно, что некоторые звёзды действительно пели бесплатно (как утверждает Елена Робертовна), поскольку явно не желали, чтобы они сами, их семьи, их знакомые или друзья разделили бы судьбу убитых в Кущёвской. Но сама Елена Робертовна странным образом объясняет всю ситуацию тем, что не только отец невесты — грузин, но и все приглашённые «бесплатно» петь звёзды — либо тоже грузины, либо состоят в браке с грузинами, либо как Кобзон — «в душе грузины», а грузины на грузинской свадьбе поют только «исключительно бесплатно» и от чистого сердца.
После того, как журналист Владимир Соловьёв выяснил, что судья Елена Хахалева никогда не обучалась на юридическом факультете Тбилисского госуниверситета, её диплом юриста является фальшивым, и она теснейшим образом связана с грузинскими ворами в законе, адвокат Анатолий Кучерена и пресс-секретарь президента Дмитрий Песков потребовали, чтобы было проведено новое тщательное расследование массового убийства в Кущёвской и других резонансных дел, решения по которым принимала судья Хахалева.
Расследование деятельности Хахалевой потребовал провести также и депутат Госдумы Антон Гетта от имени ОНФ. При этом в Администрации президента заявили, что о связи Хахалевой с цапковской ОПГ Администрация президента узнала не из СМИ, а из поступившей в Администрацию в июне 2017 года жалобы Анны Данько, одной из выживших пострадавших от цапковской ОПГ.
В июле 2020 года Высшая квалификационная коллегия судей досрочного прекратила полномочия судьи Елены Хахалевой. Причиной послужило её отсутствие на рабочем месте 128 рабочих дней в течение нескольких лет. В 2017 году она не рассмотрела ни одного дела, в 2018 году ею было рассмотрено пять дел.

### Компенсация жертвам преступлений
Потерпевшие требовали у суда взыскать с подсудимых 2 млрд 328,6 млн рублей. Наибольшие суммы исков предъявили Джалиль Аметов и Юрий Мироненко, оценившие в 1 млрд рублей (каждый) гибель своих детей и родственников в доме Сервера Аметова в станице Кущевской в ноябре 2010 года.
26 сентября 2017 года Октябрьский районный суд Краснодара вынес решение о взыскании со счетов матери главаря банды Надежды Цапок 120 миллионов рублей.
Предполагается, что деньги будут взысканы с наследства Сергея Цапка — со счетов его жены Анжелы-Марии Цапок. Но на обустройство отпущенного Сергея Цапка за границей нужны деньги, и родственники цапковских передумали платить компенсацию жертвам, хотя станичники согласились признать Цапка мёртвым и тем защитили его от преследований правосудия в России и за рубежом, включая преследование влиятельных за рубежом организаций крымских татар. (Хотя «татарами» в станице называют не только крымских татар, но всех друзей и родственников главы общины крымских татар Сервера (Сивека) Аметова. Он и сам женился на местной «кубанской казачке», и его дети были в таких же браках с местными, а не с татарами).
Родственники убитых недоумевают: ведь для Цапков эти деньги — копейки, их основные средства всегда были за границей. На счетах, известных родственникам погибших, ничего нет, компенсацию они получить не смогут независимо от решения 26 сентября или последующих. (Родственники Надежды Цапок сообщили, что будут обжаловать решение суда.) Светлана Сребная 4 ноября 2010 года во время массового убийства потеряла случайно оказавшуюся в доме Аметова дочь — Наталью Касьян, супругу милиционера, и зашедшего за ней её сына — своего внука Павла. Светлана с мужем из-за переживаний потеряли здоровье, у них упало зрение. Она три раза лежала с нервным расстройством в больнице, муж перенес платную медицинскую операцию. Но нигде не работавшей гражданской жене Цапка, приезжавшей в суд на «порше», во время суда судебные власти, зная о том, что нужна компенсация пострадавшим, передали 6 млн долларов прямо с арестованного счета Сергея Цапка, и эти деньги исчезли. Но осенью 2018 года Анжела-Мария вернула эти деньги для выплаты компенсации пострадавшим и согласилась с использованием для этой цели также особняка и Porsche.
По официальной информации, в июле 2014 года главарь банды Сергей Цапок неожиданно скончался в краснодарском СИЗО. Впрочем, ходят слухи, что в реальности он откупился от правосудия и сбежал за границу, и из-за расходов на его спасение родственники Цапка не хотели платить пострадавшим. При этом родственники убитых в 2017 году получили только по 9 тысяч рублей только от Андрея Быкова. Родственники палачей победно, по словам Сребной, ходят по станице, смеются в лицо и утверждают: «Больше ничего не получите». В своё время Надежда Цапок не плакала, когда арестовали её сына Сергея, так как, видимо, знала, что его отпустят, но очень переживала за судьбу хозяйства, в котором работали и получали неплохую по меркам сельской России зарплату 70 % населения Кущёвской.
Кроме изнасилований и массовых убийств, все остальные методы борьбы за землю всех так называемых «крупных участников рынка земли Кущёвского района» — те же, что и у цапковских. Поэтому население и фермеры — против всех. Они, в том числе, считают, что вместо знаменитых чернозёмов скоро может появиться пустыня. Действительно, так как вслед за являющейся делом времени отставкой утерявшей после массового убийства свой диплом о юридическом образовании Хахалевой новый судья может так же вновь переделить землю, то все нынешние хозяева-латифундисты эксплуатируют её хищнически, чего нельзя сказать даже о засаженной в тюрьму до завершения передела земли Надежде Цапок. После исчезновения лидера цапковских предпринимателя Фёдора Стрельцова и банкротства Анны Данько за земли Надежды Цапок соперничают «Агрокомплекс имени Н. Ткачёва» бывшего министра сельского хозяйства и губернатора Краснодарского края Александра Ткачёва и имеющий значительное юридическое преимущество, так как у Данько — долг перед ним, ростовский концерн «Покровский».
Надежда Цапок предложила российским юридическим компаниям заключить договор на представление её интересов в споре о принадлежавшей ей земле. Оценочная стоимость активов — 500 миллионов рублей, 50 % из которых она предлагает своему представителю в качестве гонорара за успех.

### Дело Стришних
В октябре 2019 года прокуратура г. Ростова-на-Дону передала в суд уголовное дело в отношении Натальи Стришней и её брата Ивана Стришнего, которые были в 2010 г. активными членами банды Сергея Цапка. Против них выдвинуто обвинение в вымогательстве в 2010 году 77 миллионов рублей у предпринимателя Александра Исюка.

## Уменьшение активности
Фёдор Стрельцов уехал в Израиль, оттуда — транзитом — на Украину. Сейчас он находится под защитой СБУ и ищет страну, которая предоставит ему вид на жительство. А вот супругу Стрельцова Светлану недавно[когда?] арестовали в Ростове-на-Дону.
«В 2018 году федеральные власти наконец возбудили уголовные дела по заявлениям потерпевших, которые они подали в полицию пять и более лет назад», — прокомментировал ситуацию адвокат одного из пострадавших в Кущевской фермеров Сергей Лаптев.
Предприниматель Борис Гурдисов ущерб своему предприятию «Маяк» оценивает в 100 млн рублей. Селянин лишился не только денег и бизнеса. Его жена Виктория Лесная уже четыре года находится в колонии общего режима, под стражей ей быть ещё столько же времени.
«Супруга активно защищала предприятие от рейдерского захвата, она по профессии юрист, — рассказал Борис Гурдисов. — Поэтому в отношении неё сфабриковали уголовное дело: якобы она похитила у Стрельцова 400 млн рублей, суду дали ложные сведения. На самом деле она никакого преступления не совершала».
«Схема банкротства предприятий у „Цапков“ была чётко отлажена», — считает Гурдисов. Фермеру предлагали взять кредит в конкретном банке. Затем финансовое учреждение создавало такие условия, чтобы предпринимателю было невозможно погасить заём. Банк назначал фирму-поручителя по «выбиванию» долга, ей становилась структура Стрельцова. А дальше через краевой суд выигрывались все дела. В итоге сельскохозяйственные предприятия забирались с «потрохами».
Открытие правоохранителями старых дел, по мнению фермера, связано с тем, что почти все покровители «Цапков» уже не работают в системе: кто ушёл в отставку, кто на пенсию.
Сейчас проблемы у местных фермеров с цапковскими в основном экономические. Цапковских из Кущёвской в 2019 году изгнали, но их место заняли новые ОПГ. Украденное и отобранное цапковскими пока не вернули.
Один из приближённых Цапков, начальник Кущёвского РОВД Владимир Финько, известный также как «Вова Мерседес», был отправлен в ОВД Абинского района, где проработал до 2011 года, пока не был понижен до инспектора, а затем уволен по сокращению штата. Увольнение произошло в то время, пока Финько тяжело болел, однако формально он был уволен не по состоянию здоровья. 23 ноября 2019 года Финько застрелился из карабина «Сайга» в своей квартире в Краснодаре: к тому моменту он жил на постоянном диализе.

## Список участников
По разным данным, к банде Цапков имели прямое отношение следующие личности:
| Имя                       | Кличка         | Роль в ОПГ | Период активности         | Комментарий |
| ------------------------- | -------------- | --- | ------------------------- | --- |
| Виктор Цапок              |                | Основатель (бенефициар, брат, муж и отец руководителей группировки)                                                                                          | 1980-е — ?                | Остался на свободе, выехал из станицы. Умер в ноябре 2023 года. |
| Николай Цапок             | Дядя Коля      | Основатель, занимался подготовкой членов банды, уничтожал улики                                                                                              | 1980-е — 1993 (формально) | Один из обвиняемых в массовом убийстве в станице Кущёвской. Приговорён к 20 годам лишения свободы. |
| Надежда Цапок             |                | Основатель, жена Виктора Цапка, мать Сергея Цапка |                           | Основатель и владелец агрофирмы «Артекс-Агро». В декабре 2014 года осуждена на 6,5 лет тюрьмы за махинации с землёй. Через пять лет вернулась на свободу. |
| Николай Цапок             | Коля Бешеный   | Лидер | 1990-е — 2002             | В конце октября 2002 года на него совершили покушение, в начале ноября 2002 года Цапок умер в больнице от полученных ранений. Его убийство так и не раскрыто. |
| Ирина Прозорова           |                | Сожительница Николая Цапка | 2000 — ?                  | В 2000—2005 годах была заместителем председателя Кущевского районного суда, лишена досрочно полномочий 29 апреля 2005 года. По состоянию на декабрь 2013 года — заместитель генерального директора Южной строительной коммуникационной компании (ЮСКК) |
| Сергей Цапок              |                | Лидер ОПГ после смерти Николая Цапка | — 2014                    | Один из обвиняемых в массовом убийстве в станице Кущёвской. В 2013 году приговорён к пожизненному лишению свободы. 7 июля 2014 года скончался из-за оторвавшегося тромба. До прибытия делегации из станицы в СИЗО ходили слухи, что он мог инсценировать свою смерть. |
| Анжела Мария Цапок        |                | Неофициальная жена Сергея Цапка (испанского происхождения), владелец компании «Юг Агротехника».                                                              |                           | Она не была никак осуждена и осталась на свободе. |
| Фёдор Стрельцов           | Федя Обнал     | Финансовый руководитель |                           | На Украине готовится к эмиграции по программе защиты свидетелей Службы безопасности Украины |
| Цепляков (имя неизвестно) |                | |                           | Имел острый конфликт с Николаем Цапком (Коля Бешеный), подозревается в убийстве последнего |
| Вячеслав Цеповяз          | Злодей         | Партнер Сергея Цапка по бизнесу |                           | Один из обвиняемых в массовом убийстве в станице Кущёвской. Был арестован и отбывает срок. |
| Игорь Черных              | Амур           | | ? — 2010 (ум. 2014)       | Один из обвиняемых в массовом убийстве в станице Кущёвской. В 2013 году приговорён к пожизненному лишению свободы. В июле 2014 года труп Черных обнаружили надсмотрщики в СИЗО. Убийство не раскрыто. |
| Владимир Алексеев         | Вова Беспредел | Правая рука главаря |                           | Официально обвинялся в пяти случаях изнасилований, хотя местные говорили о более чем 200 случаях, но ни один не доказан и не подтвержден . Один из обвиняемых в массовом убийстве в станице Кущёвской. Был объявлен в международный розыск. В 2013 году приговорён к пожизненному лишению свободы. В СИЗО он принял ислам. Активно помогал следствию в раскрытии всех подробностей банды.                                                              |
| Вячеслав Рябцев           | Буба           | Приближенный лидера |                           | Один из обвиняемых в массовом убийстве в станице Кущёвской. Был объявлен в международный розыск. Дело выделено в отдельное производство; сам Рябцев сотрудничал со следствием. В 2013 году приговорён к 20 годам лишения свободы. В марте 2024 года был помилован за участие в российском вторжении на Украину, после выхода на свободу женился, живёт в одном из городов Краснодарского края.                                                         |
| Александр Ходыч           |                | Руководитель кущевского подразделения центра по противодействию экстремизму при ГУВД Краснодарского края; «оборотень в погонах», бывший подполковник полиции |                           | Обвинялся ректором Северо-Кубанского гуманитарно-технологического института Галиной Крошкой в том, что подручные Цапка и Ходыча «крышевали» конопляные плантации и разоряли местных предпринимателей. Арестован 24 ноября 2010 года, в апреле 2012 года признан виновным в мошенничестве на 8 лет (дело не связано с Цапком), наказание отбывал в Тагиле, освобождён в 2016 году за 2 года и 8 месяцев до истечения срока заключения.                  |
| Сергей Шаповалов          |                | Не член ОПГ, но друг Цапкова со школьных лет |                           | Федеральный судья, после трагедии в Кущёвке переехал в Москву и стал судьёй Красногорского городского суда |
| Андрей Быков              | Бык            | Являлся самым авторитетным после братьев | 1991—2010                 | С сентября 1998 по июль 2006 годы он совершил убийство четырех человек. Один из обвиняемых в массовом убийстве в станице Кущёвской. Дело выделено в отдельное производство; сам Быков сотрудничал со следствием. В 2013 году приговорён к 20 годам лишения свободы. В марте 2024 года был помилован за участие в российском вторжении на Украину, получил тяжёлое ранение ноги. Погиб в апреле 2025 года. О смерти сообщили только в начале июля.      |
| Сергей Цеповяз            |                | |                           | Один из обвиняемых в массовом убийстве в станице Кущёвской. |
| Владимир Запорожец        | Камаз          | |                           | Один из обвиняемых в массовом убийстве в станице Кущёвской. Из банды, по некоторым данным, вышел за несколько лет до бойни на улице Зелёной. |
| Алексей Гуров             | Бобёр          | |                           | Один из обвиняемых в массовом убийстве в станице Кущёвской. |
| Евгений Гуров             | Бобёр-старший  | |                           | Один из обвиняемых в массовом убийстве в станице Кущёвской. |
| Вячеслав Скачедуб         | Малой          | |                           | Один из обвиняемых в массовом убийстве в станице Кущёвской. |
| Виталий Иванов            |                | Киллер Цапков | ? — 2011                  | Убил Богачева (2003 г.), Смольникова (2008 г.). Один из обвиняемых в массовом убийстве в станице Кущёвской. Покончил с собой летом 2011 года, находясь под стражей в СИЗО № 1 Краснодара. |
| Сергей Карпенко           | Рис-младший    | | ? — 2011                  | Один из обвиняемых в массовом убийстве в станице Кущёвской. Покончил с собой летом 2011 года, находясь под стражей в СИЗО Владикавказа. |
| Андрей Колбасенко         | Колбас         | | 1990-е                    | Оказывался на принудительном лечении |
| Павел Передвигин          | Паша Метан     | Член ОПГ | 1990-е                    | Неоднократно признавался невменяемым, оказывался на принудительном лечении; к 2010 году его не было в живых |
| неизвестно                | Грыз           | Член ОПГ |                           | Убит во время облавы милиции. |
| Роман Мануйлов            |                | | ? — 1998                  | Смотрящий за ПУ-55. Найден мёртвым через месяц после пропажи в Мариуполе. Вторая смерть среди членов ОПГ после Грыза. Убийство не раскрыто . |
| Станислав Лобянов         |                | |                           | Годы жизни: 11.06.1983—31.01.2023. Один из обвиняемых в массовом убийстве в станице Кущёвской. В марте 2020 года приговорён к 8 годам за незаконное производство, сбыт или пересылку наркотиков; в апреле 2021 года получил наказание за неуважение к суду и переведён в колонию строго режима. По предположениям краснодарских СМИ, мог быть завербован ЧВК «Вагнер» и отправиться в зону боевых действий на Украину, где, предположительно, и погиб. |
| Михаил Давыдов            | Череп          | |                           | |
| Александр Романов         |                | |                           | |
| Игорь Майданюк            |                | |                           | |
| Алексей Елисеев           |                | |                           | |
| Александр Цеповяз         | Цепка          | |                           | |
| Олег Жуков                |                | |                           | |
| Арман Саргсян             |                | |                           | |
| Максим Плохих             |                | |                           | |
| Михаил Тимофеев           |                | |                           | |
| Сергей Макаров            |                | |                           | |
| Владимир Турбин           |                | |                           | |
| Виктор Горобцов           |                | |                           | |
| Александр Шкрюм           |                | |                           | |
| Денис Талдонов            |                | |                           | |
| Г. Г. Геворкян            |                | |                           | |